# Okres Legionowo
Okres Legionowo (polsky Powiat legionowski) je okres v polském Mazovském vojvodství. Rozlohu má 389,86 km² a v roce 2020 zde žilo 119 882 obyvatel. Sídlem správy okresu je město Legionowo, které je součástí varšavské aglomerace.

## Gminy
Městská:
- Legionowo

Městsko-vesnická:
- Serock

Vesnické:
- Jabłonna
- Nieporęt
- Wieliszew

## Města
- Legionowo
- Serock

## Demografie
Počet obyvatel (informace z 30. června 2005):
|         | Celkem | Celkem | Ženy   | Ženy | Muži   | Muži |
|         | Osob   | %      | Osob   | %    | Osob   | %    |
| ------- | ------ | ------ | ------ | ---- | ------ | ---- |
| Celkem  | 95 287 | 100    | 49 290 | 51,7 | 45 997 | 48,3 |
| Město   | 54 421 | 100    | 28 533 | 52,4 | 25 888 | 47,6 |
| Vesnice | 40 866 | 100    | 20 757 | 50,8 | 20 109 | 49,2 |